# Arthur Hugo Göpfert (Baumeister)
Arthur Hugo Göpfert, auch Artur Göpfert, (* 13. November 1872 in Freiberg; † 19. Juni 1949 in Frauenstein) war ein deutscher Baumeister, Architekt und Landespolitiker (Nationalliberale Partei) sowie autodidaktischer Regionalhistoriker (Burgenforscher im Erzgebirge).

## Leben und Wirken
Göpferts Vater war der Freiberger Baumeister Carl Göpfert. Göpferts Bruder Max Richard wurde ebenfalls Baumeister und Architekt. Göpfert studierte nach dem Besuch der Baugewerkschule Architektur an der Technischen Hochschule Dresden. Er wurde Mitglied des Corps Marcomannia Dresden. Er arbeitete als Baumeister und Architekt in Freiberg, bevor er 1897 nach Frauenstein ging. Dort im Erzgebirge begann er als Regionalhistoriker vor 1900 mit einer Sammlung vaterländischer Altertümer und begann mit Archivstudien zur Burgruine Frauenstein sowie zu anderen Burgen im Osterzgebirge. Von 1901 bis 1939 leitete er Ausgrabungs- und Sicherungsarbeiten an der Frauensteiner Burgruine, womit er Sachsens größte Burgruine vor dem endgültigen Niedergang bewahrte.
Göpfert trat um 1900 in die Nationalliberale Partei ein, die er von 1909/10 bis 1917/18 als Abgeordneter des 13. ländlichen Wahlkreises (Erzgebirge) in der II. Kammer des Sächsischen Landtags vertrat.
Göpfert heiratete 1909 Jenny geb. Mittag († 1967); er hatte die zwei Söhne Joachim und Arthur sowie die Tochter Marie Therese.
In den 1920er Jahren kam es zur Abkehr Göpferts von der etablierten Geschichtswissenschaft: Um zu beweisen, dass die Fryasburg in der von Herman Wirth für seine ethnografischen Thesen herangezogenen Ura-Linda-Chronik mit Frauenstein identisch sei, stand er in den folgenden zwanzig Jahren mit völkischen Vorgeschichtsforschern wie Hans Reinerth, Wilhelm Teudt und weiteren in Kontakt. Mit seinen Ideen weckte er das Interesse des NSDAP-Ideologen Alfred Rosenberg an seiner Person; „ob es zur geplanten Zusammenkunft beider in Berlin kam, ist nicht bekannt.“ Göpfert versuchte, „das Interesse der Nationalsozialisten für seine Zwecke zu nutzen, behielt aber seine liberale Ausrichtung bei“.
Er war ein Anhänger der Bekennenden Kirche; Treffen beispielsweise mit Friedrich Delekat sind bekannt.
Mit dem Ende des Zweiten Weltkriegs 1945 wurde Göpfert zum Begründer der CDU-Ortsgruppe Frauenstein und zum Stadtverordneten.

## Schriften
- Führer durch Frauenstein und Umgebung. (hrsg. vom Erzgebirgsverein zu Frauenstein) Frauenstein um 1905.
- Frauenstein im Erzgebirge. In: Glückauf!, Heft 46/1926, S. 110–120.
- Max Dittrich: Burg und Stadt Frauenstein. Frauenstein 1932.
- Altes Wissen und Brauchtum der Jahrmanen. (um 1940, unveröffentlichtes Hauptwerk, im Nachlass)